# Otto Lehmann (Gewerkschafter)
Otto Lehmann (* 25. September 1913 in Sandersdorf, Landkreis Bitterfeld; † 1. Juli 1991) war ein deutscher Politiker und Gewerkschaftsfunktionär. Er war Mitglied des ZK der SED, Abgeordneter der Volkskammer sowie Stellvertreter des Vorsitzenden des FDGB-Bundesvorstandes.

## Leben
Lehmann, Sohn eines Arbeiters, besuchte die Volksschule in Sandersdorf und Ramsin sowie die Fachschule in Bitterfeld. Von 1927 bis 1930 erlernte er den Beruf des Elektrikers. 1927 trat er dem Deutschen Metallarbeiterverbandes und dem Kommunistischen Jugendverband Deutschlands (KJVD) bei. 1932 wurde er Mitglied der Kommunistischen Partei Deutschlands (KPD). Zwischen 1930 und 1933 war Lehmann arbeitslos. 1933/34 war er zum Reichsarbeitsdienst eingezogen. Von 1934 bis 1939 arbeitete er als Elektroinstallateur in der Elektroschmelze in Zschornewitz bzw. als Elektriker in der Filmfabrik Wolfen. 
Ab 1939 leistete er Kriegsdienst in einer Nachrichtenabteilung und geriet 1943 als Unteroffizier in sowjetische Kriegsgefangenschaft, in der er bis 1949 blieb. Er wurde Mitglied des Nationalkomitee „Freies Deutschland“. 1948 war er Kursant, später Assistent und Lehrer an der Zentralen Antifaschule 2041 im Dorf Talizy. 
Ende 1949 kehrte Lehmann nach Deutschland zurück. 1950 trat er dem Freien Deutschen Gewerkschaftsbund (FDGB), der  Sozialistischen Einheitspartei Deutschlands (SED) und der Gesellschaft für Deutsch-Sowjetische Freundschaft bei. Von 1950 bis 1952 absolvierte er ein Fernstudium an der Parteihochschule „Karl Marx“ mit Abschluss als Diplom-Gesellschaftswissenschaftler. Lehmann war von 1950 bis 1968 Mitglied, von 1950 bis 1963 Sekretär sowie von 1957 bis 1959 stellvertretender Vorsitzender des Bundesvorstandes des FDGB. Zwischen 1952 und 1968 gehörte er auch seinem Präsidium an.
Von 1954 bis 1963 war Lehmann auch  Mitglied des ZK der SED sowie von 1958 bis 1963 – als Mitglied der FDGB-Fraktion – Abgeordneter der Volkskammer. Dort war er Erster Stellvertreter des Vorsitzenden des Wirtschaftsausschusses.
1961/62 studierte Lehmann an der Parteihochschule der KPdSU in Moskau. Anschließend war er von 1963 bis 1967 Direktor der Sozialversicherung für Arbeiter und Angestellte. 1966 promovierte er an der Humboldt-Universität zu Berlin über Probleme der Theorie und Praxis der Sozialversicherung in der DDR.
Von 1967 bis 1978 wirkte Lehmann als Personaldirektor im VEB Kabelwerk Berlin-Adlershof.

## Schriften (Auswahl)
- Lohnpolitik und Kollektivverträge. Tribüne, Berlin 1951.
- Die technisch begründeten Arbeitsnormen und ihre Bedeutung für das Wachstum der Arbeitsproduktivität als wichtigste Bedingung für den erfolgreichen Aufbau des Sozialismus. Tribüne, Berlin 1952.
- Über die Aufgaben der Gewerkschaften bei der allgemeinen Erhöhung der Arbeitsnormen. Tribüne, Berlin 1953.
- Über die Abschaffung der Lebensmittelkarten. Tribüne, Berlin 1958.
- Alle Kraft für die Lösung der wirtschaftspolitischen Aufgaben. Tribune, Berlin 1959.
- Die Aussprache der Gewerkschaftsmitglieder über den Entwurf des Arbeitsgesetzbuches der Deutschen Demokratischen Republik. Tribüne, Berlin 1960.
- Zu einigen Fragen und Problemen der Theorie und Praxis der Sozialversicherung der Arbeiter und Angestellten in der Deutschen Demokratischen Republik. Wirtschaftswissenschaftliche Fakultät der Humboldt-Universität, Berlin 1966 [Dissertation].
- (zusammen mit Herbert Püschel und Rudolf Hoppe): Probleme der wissenschaftlichen Leitung der Sozialversicherung. Tribüne, Berlin 1966.

## Auszeichnungen
- Vaterländischer Verdienstorden in Silber (1957)
- Banner der Arbeit (1958)